# 新宿区立柏木小学校
新宿区立柏木小学校（しんじゅくくりつかしわぎしょうがっこう）は、東京都新宿区北新宿にある公立小学校。旧新宿区立淀橋第一小学校と旧新宿区立淀橋第七小学校の統合新校である。

## 基本情報
- 所在地:東京都新宿区北新宿2丁目11-1
- 最寄駅:JR中央・総武線（各駅停車） 大久保駅

## 沿革
- 1997年（平成9年）
  - 4月1日 - 旧新宿区立淀橋第一小学校と旧新宿区立淀橋第七小学校の統合により、開校。仮校舎は旧新宿区立淀橋第一小学校を使用し、旧淀橋第一小学校に併設の柏葉学級を柏木小学校（本校）に移転。
  - 4月7日 - 第1回始業式と校旗授与式挙行。同日、第1回入学式挙行。最初の新入生は44名。この44名と在校児童312名（12学級・柏葉学校1学級）でスタートした。
  - 6月25日 - 開校記念児童会開催。同日を開校記念日と定めた。
  - 7月12日 - 開校記念式典挙行し、校歌を披露した。
- 1998年（平成10年）
  - 3月25日 - 第1回卒業式挙行。最初の卒業生は57名。
  - 4月1日 - 新体育館の完成及び旧校舎の改造により、現在の場所（旧:新宿区立淀橋第七小学校）に移転。同日、併設の柏葉学級休学級。
- 2002年（平成14年）4月1日 - 併設の柏葉学級が再開級。
- 2012年（平成24年）3月 - 校庭改修により、人工芝化される。
- 2016年（平成28年）4月1日 - まなびの教室開級。
- 2023年（令和5年）1月 - 国語 新宿区研究発表指定校となる[1]。

### この節の出典
- 柏木小学校沿革（学校ホームページ内） (PDF) （「平成24年3月の記載内容」を除く）

## 在籍者数の変遷
| 年度     | 児童総数 | 1年生 | 2年生 | 3年生 | 4年生 | 5年生 | 6年生 | 教員数 | 職員数 |
| -------- | -------- | ----- | ----- | ----- | ----- | ----- | ----- | ------ | ------ |
| 平成25年 | 348人    | 59人  | 43人  | 59人  | 54人  | 61人  | 72人  | 23人   | 3人    |
| 平成26年 | 325人    | 59人  | 58人  | 44人  | 57人  | 49人  | 58人  | 22人   | 4人    |
| 平成27年 | 329人    | 53人  | 62人  | 59人  | 44人  | 62人  | 49人  | 16人   | 4人    |
| 平成28年 | 322人    | 42人  | 52人  | 65人  | 55人  | 45人  | 63人  | 25人   | 5人    |
| 平成29年 | 335人    | 72人  | 43人  | 52人  | 62人  | 59人  | 47人  | 23人   | 5人    |
| 平成30年 | 323人    | 42人  | 70人  | 43人  | 50人  | 61人  | 57人  | 22人   | 4人    |
| 令和元年 | 330人    | 68人  | 42人  | 68人  | 41人  | 50人  | 61人  | 22人   | 4人    |
| 令和2年  | 321人    | 51人  | 69人  | 42人  | 68人  | 42人  | 49人  | 24人   | 2人    |
| 令和3年  | 336人    | 56人  | 50人  | 73人  | 42人  | 74人  | 41人  | 24人   | 4人    |
| 令和4年  | 354人    | 59人  | 55人  | 46人  | 74人  | 46人  | 74人  | 23人   | 2人    |
| 令和5年  | 332人    | 53人  | 59人  | 56人  | 47人  | 71人  | 46人  | 25人   | 2人    |

## 学区
- 北新宿1丁目（1～3番・17番（1～10号、22～26号）、19～26番、29～36番）、北新宿2丁目（全域）、西新宿6丁目（2～4番、5番（1号、2号）、7番）、西新宿7丁目（1番、2番（1～7号、13～15号）、7～23番）、西新宿8丁目（全域）[3]

## 進学先中学校
- 新宿区立西新宿中学校 - 公立（区立）中学校に進学する場合の主な進学先中学校[4]

## アクセス
- 関東バス「中01」系統で、「北新宿」バス停から、徒歩約400m・約6分（学校敷地からバス停までの直線距離は近いが、校門と道路の関係で遠廻りとなる）。
- JR東日本中央緩行線大久保駅から、徒歩約860m・約13分。

## 学校周辺
- 新宿区立柏木子ども園幼稚園舎[5] - 同一敷地内で、かつ区立小学校に進学する場合の進級前子ども園。
- 新宿区立柏木子ども園乳児園舎[5]
- 神田川 - 学校付近では、新宿区と中野区との区境線となる。
- すえひろ児童遊園
- 蜀江坂公園
- きたしん公園
- 柏木どんぐり公園
- この他、マンション・アパート等も点在する。